# Daniel Damgaard
Daniel Damgaard Pedersen (* 3. Oktober 1981) ist ein dänischer Badmintonspieler. 

## Karriere
Daniel Damgaard siegte 2003 bei den Cyprus International im Herreneinzel und im Folgejahr bei den Italian International sowohl im Einzel als auch im Doppel. 2005 war er in beiden Disziplinen noch einmal bei den Cyprus International erfolgreich.

## Sportliche Erfolge
| Saison | Veranstaltung         | Disziplin    | Platz | Name                                       |
| ------ | --------------------- | ------------ | ----- | ------------------------------------------ |
| 2003   | Cyprus International  | Herreneinzel | 1     | Daniel Damgaard                            |
| 2004   | Italian International | Herrendoppel | 1     | Daniel Damgaard / Christopher Bruun Jensen |
| 2004   | Italian International | Herreneinzel | 1     | Daniel Damgaard                            |
| 2005   | Cyprus International  | Herrendoppel | 1     | Daniel Damgaard / Jesper Hovgaard          |
| 2005   | Cyprus International  | Herreneinzel | 1     | Daniel Damgaard                            |